# Flughafen Phaplu

i7
i11
i13
Der Flughafen Phaplu (Nepali विमानस्थल फाप्लु, IATA-Code: PPL, ICAO-Code: VNPL) ist der nationale STOL-Flughafen des Dorfes Phaplu im Distrikt Solukhumbu in Nepal. Er liegt rund 125 Kilometer östlich der nepalesischen Hauptstadt Kathmandu auf einer Höhe von 2468 m.

## Fluggesellschaften und Ziele
| Fluggesellschaften | Ziele            |
| ------------------ | ---------------- |
| Nepal Airlines     | Kathmandu, Lukla |
| Tara Air           | Kathmandu        |
| Summit Air         | Kathmandu        |

## Galerie

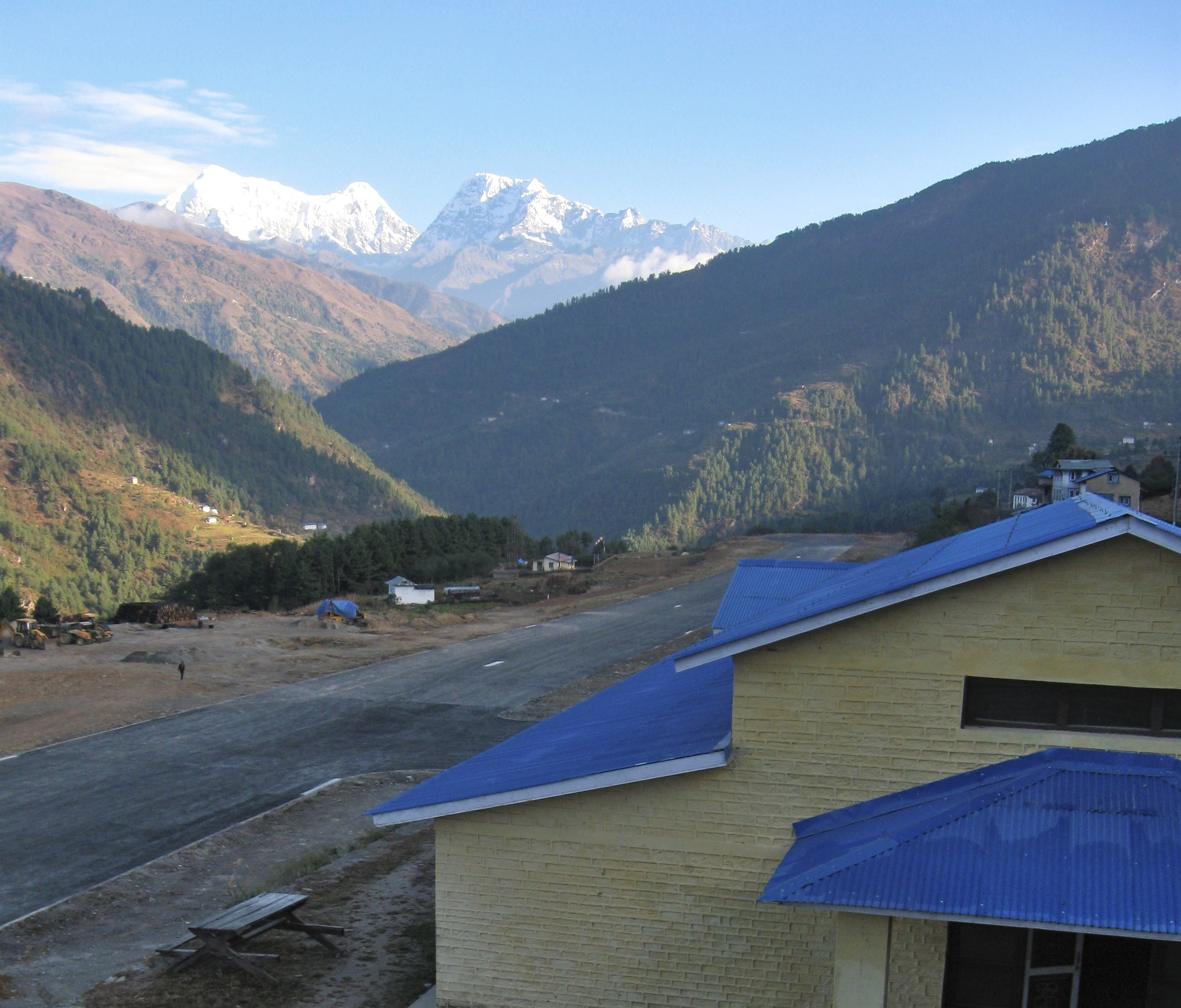
Flughafen Phaplu
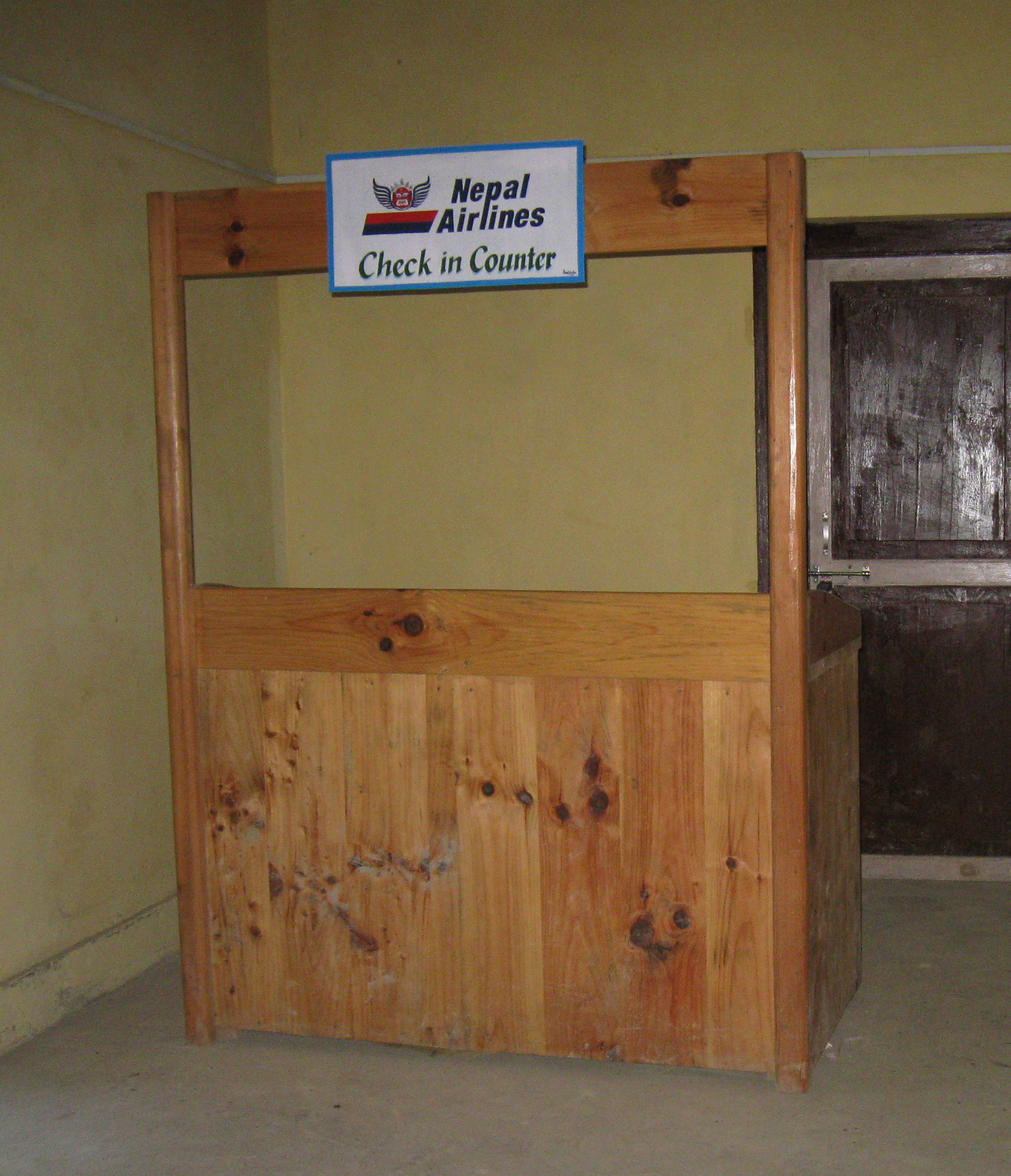
Check-In am Flughafen Phaplu
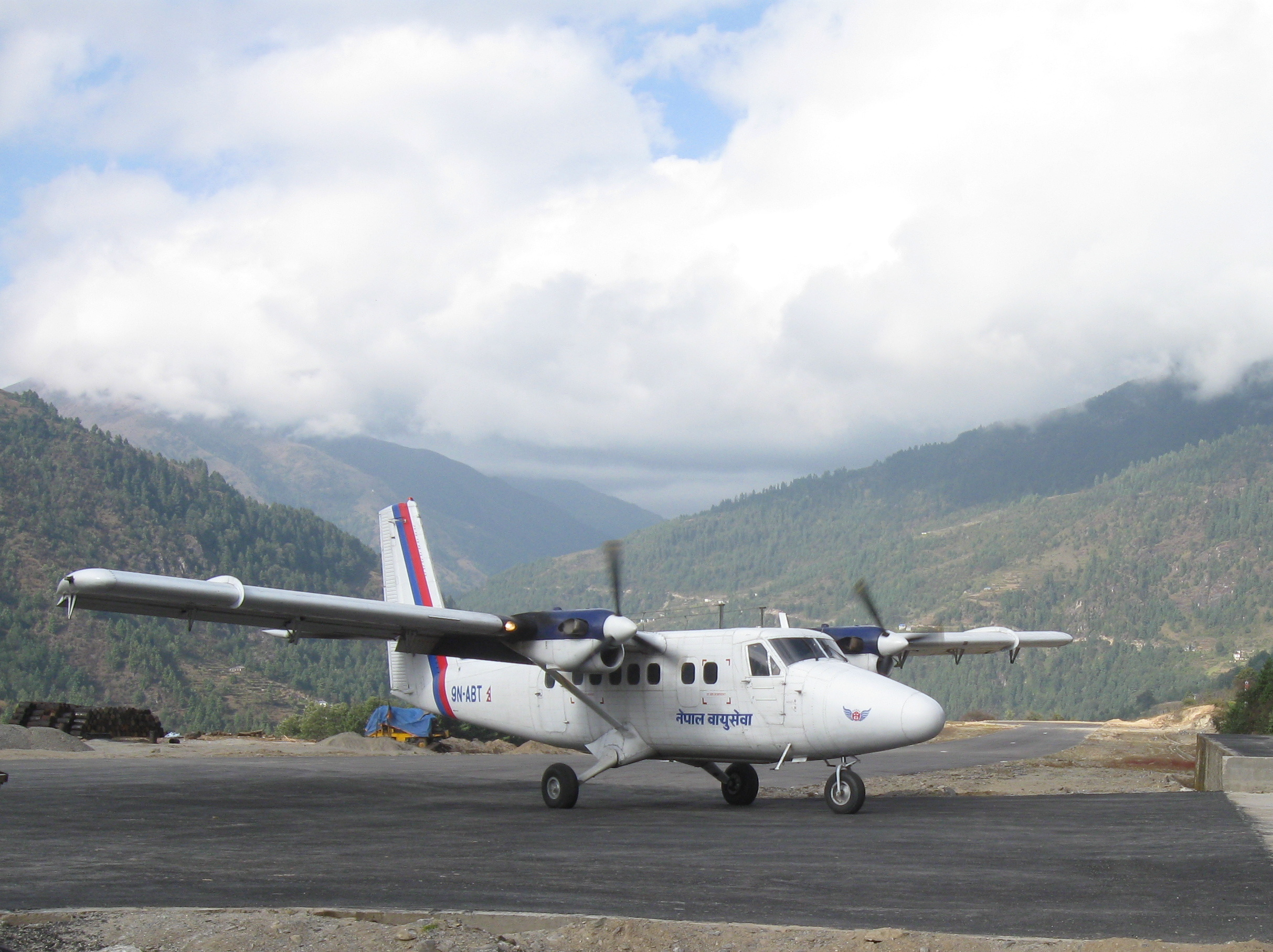
De Havilland Canada DHC-6-300 Twin Otter 9N-ABT landet auf dem Flughafen Phaplu